# Amikor az enyém leszel
Az Amikor az enyém leszel (eredeti cím: Cuando seas mía) 2001 és 2002 között vetített mexikói telenovella, amit Fernando Gaitán alkotott. A főbb szerepekben Silvia Navarro, Sergio Basáñez, Anette Michel, Rodrigo Abed és Martha Cristiana látható.
Mexikóban az Azteca Trece  2001. április 23-án, Magyarországon a Zone Romantica 2003. szeptember 1-én mutatta be.

## Cselekmény
Teresa Suárez "Paloma", aki a veracruzi "Casa Blanca" hacienda kávéültetvényein dolgozik szedőként. A kávéültetvények a Sánchez Serrano család tulajdonában vannak. A tulajdonos, a család pátriárkája halála után "Paloma" a virrasztáson találkozik Don Lorenzo egyik unokájával, Diego Sánchez Serranóval, és beleszeret a férfiba, aki viszont beleszeret a nőbe.
Sor kerül Don Lorenzo Sánchez Serrano végrendeletének felolvasására, amely szerint a teljes örökséget az egyik férfi unoka első gyermeke kapja, ami általános családi széthullást okoz. A birtokok egy része, El Cafetalero, a fia, Juan Francisco Sánchez-Serrano Ugarte, felesége, Ángela Vallejo de Sánchez Serrano, gyermekei, Fabián Sánchez-Serrano Vallejo és felesége, Bárbara Castrejón de Sánchez-Serrano és Bernardo Sánchez-Serrano Vallejo kezében marad. A másik rész, a La Hacienda Casa Blanca, továbbra is a másik fia, Joaquín Sánchez-Serrano Ugarte, felesége, Carlota de Sánchez Serrano és gyermekeik, Diego, Daniela és Diana Sánchez-Serrano kezében van. Van egy különleges boríték is, amelyben az utasítások szerint még négy évig nem szabad kinyitni.

## Szereplők
| Színész                | Szerep                                                                         | Magyar hang            | Megjegyzés                                                                                            |
| ---------------------- | ------------------------------------------------------------------------------ | ---------------------- | --- |
| Silvia Navarro         | Teresa Suárez Domínguez "Paloma" / Elena Olivares Maldonado de Sánchez Serrano | Debelka Mária          | Soledad lánya                                                                                         |
| Sergio Basáñez         | Diego Sánchez Serrano                                                          | Kiss Csaba             | Joaquín fia, Diana és Daniela testvére                                                                |
| Marta Cristiana        | Berenice Sandoval de Sánchez Serrano                                           | Gajai Ágnes            | Diego felesége, Miguel szeretője                                                                      |
| Anette Michel          | Bárbara de Sánchez Serrano                                                     | Tóth Tünde             | Fabián felesége                                                                                       |
| Rodrigo Abed           | Fabián Sánchez Serrano                                                         | Hanyecz Róbert         | Ángela és Juan Francisco fia, Bárbara férje, Bernardo testvére                                        |
| Evangelina Elizondo    | Inés de Sánchez Serrano                                                        | Márton Erzsébet        | Lorenzo felesége, Joaquín és Juan Francisco édesanyja                                                 |
| Sergio Bustamante      | Juan Francisco Sánchez Serrano                                                 | Dobos Imre             | Inés és Lorenzo fia, Ángela férje, Fabián és Bernardo apja                                            |
| Margarita Gralia       | Ángela de Sánchez Serrano                                                      | Molnár Júlia           | Juan Francisco felesége, Fabián és Bernardo édesanyja                                                 |
| Laura Padilla          | Soledad Suárez                                                                 | Firtos Edit            | Paloma édesanyja                                                                                      |
| Ana Serradilla         | Daniela Sánchez Serrano                                                        | Takács Melinda         | Joaquín lánya, Diego és Diana testvére, Harold barátnője                                              |
| Iliana Fox             | Diana Sánchez Serrano                                                          | Stéfán Bodor Mária     | Joaquín lánya, Diego és Daniela testvére, Miguel felesége                                             |
| Juan Pablo Medina      | Bernardo Sánchez Serrano                                                       | Nagy-Vincze Ádám       | Ángela és Juan Francisco fia, Fabián testvére                                                         |
| Luis Félipe Tovar      | Miguel Tejeiros y Caballero                                                    | Dimény Levente         | Diana férje, Berenice szeretője                                                                       |
| Rodrigo Cachero        | Mariano Sanz                                                                   | Szőke-Kavinszky András | A Mexikói Kávé Tanács igazgatója                                                                      |
| Alejandro Lukini       | Jeremy                                                                         | Kovács Levente         | Diego barátja                                                                                         |
| Gloria Peralta         | Marcia Fontalvo                                                                | Kiss Gabi              | Ximena és Carlos lánya, Fabián szeretője                                                              |
| Fernando Sarfati       | Giancarlo Mondriani                                                            | Meleg Vilmos           | Paloma barátja                                                                                        |
| Enrique Becker         | lic. Jorge Latorre                                                             | Árkosi Adrián          | A Sánchez Serrano-család ügyvédje                                                                     |
| Homero Wimer           | Dr. Roberto Avellaneda                                                         | Medgyesfalvi Sándor    | A Mexikói Kávé Tanács elnöke                                                                          |
| José Carlos Rodríguez  | Carlos Fontalvo                                                                |                        | Marcia édesapja                                                                                       |
| Adriana Parra          | Ximena de Fontalvo                                                             | Csíki Ibolya           | Marcia édesanyja                                                                                      |
| Ramiro Huerta          | Aurelio                                                                        | Lélek Sándor           | A Casa Blanca-birtok vezetője                                                                         |
| Adrián Makala          | Harold                                                                         | Szotyori József        | Daniela barátja                                                                                       |
| Daniela Schmidt        | Dr. Antonia Ruíz                                                               | Kovács Enikő           | Pszichológus                                                                                          |
| Claudine Sosa          | Josefina                                                                       | Németi Emese           | |
| Tania Arredondo        | Leonor                                                                         | Németi Emese           | Házvezetőnő a Casa Blanca-birtokon, Aurelio felesége                                                  |
| Leonardo Daniel        | Joaquín Sánchez Serrano                                                        |                        | Inés és Lorenzo fia; Diego, Diana és Daniela édesapja                                                 |
| Jesús Estrada          | Juancho                                                                        | Daróczy István         | |
| Carolina Carvajal      | Matilde                                                                        | Dankó Melinda          | |
| Guillermo Larrea       | Quiros                                                                         |                        | Bernardo barátja                                                                                      |
| Carmen Delgado         | Constanza de Sandoval                                                          | Fábián Enikő           | Berenice édesanyja                                                                                    |
| Gabriela Andrade       | Margarita                                                                      |                        | Alkalmazott az El Cafetalero-nál                                                                      |
| Alejandro Ciangherotti | Ricardo Sandoval                                                               |                        | Berenice édesapja                                                                                     |
| José González Márquez  | Lorenzo Sánchez Serrano                                                        |                        | Az El Cafetalero és a Casa Blanca- birtok tulajdonosa, Inés férje, Juan Francisco és Joaquín édesapja |

## Korábbi verzió
Az 1994-es kolumbiai Café con aroma de mujer, Margarita Rosa de Francisco és Guy Ecker főszereplésével.

## Fordítás
- Ez a szócikk részben vagy egészben  a   Cuando seas mía című spanyol Wikipédia-szócikk fordításán alapul.  Az eredeti cikk szerkesztőit annak laptörténete sorolja fel. Ez a jelzés csupán a megfogalmazás eredetét és a szerzői jogokat jelzi, nem szolgál a cikkben szereplő információk forrásmegjelöléseként.